# Ésaü ou le Chaînon manquant
Pour les articles homonymes, voir Ésaü (homonymie).
Ésaü ou le Chaînon manquant est un thriller de l'auteur britannique de Philip Kerr, paru en 1997. Il mêle paléontologie et politique à plus de 5000 mètres d'altitude.

## Résumé
Jack Furness, alpiniste de renom aux États-Unis, voit son expédition décimée après une avalanche sur le flanc du Machhapuchhare, une montagne sacrée de l'Himalaya. Colère des dieux ou pas, Jack est bien décidé à reconquérir ce sommet interdit à la mémoire de son ami Didier, mort dans l'avalanche. Il y retournera avec Stella Swift, paléontologue à la recherche du chaînon manquant à la suite de la découverte d'un crâne humain par Jack, et un agent du Pentagone profitant de cette expédition pour collecter des informations sur l'Himalaya, base de premier plan selon le Pentagone.

## Édition française
- Ésaü ou le Chaînon manquant, traduction de Annie Hamel, Paris, Éditions du Masque, coll. « Grands Formats », 1997  (ISBN 978-270-247860-8)